# Bee Season
Bee Season (alternativer Verweistitel: Die Buchstabenprinzessin) ist ein US-amerikanisches Filmdrama aus dem Jahr 2005. Regie führten Scott McGehee und David Siegel, das Drehbuch schrieb Naomi Foner anhand eines Romans von Myla Goldberg aus dem Jahr 2000.

## Handlung
Beide Eltern der elfjährigen Eliza Naumann, Miriam und Saul, sind Wissenschaftler. Sie hat einen Bruder, Aaron. Der jüdischstämmige Saul befasst sich an der University of California, Berkeley mit der Religionswissenschaft. Miriam, die nach der Hochzeit zum jüdischen Glauben konvertierte, ist nach dem Tod ihrer Eltern traumatisiert.
Eliza gewinnt in einem Buchstabierwettbewerb. Ihr Vater trainiert sie für weitere Wettbewerbe und vermittelt ihr Wissen aus der Kabbala. Währenddessen kriselt die Ehe der Naumanns.

## Kritiken
Todd McCarthy bezeichnete die Romanadaption als „intelligent“ und „präzise“. Der Film sei jedoch „eiskalt“ und finde keinen Weg, den Zuschauer zu involvieren. Richard Gere überzeuge in seiner Rolle nicht.
Film-Dienst schrieb, der Film sei eine „populär besetzte Romanverfilmung, die der vielschichtigen Vorlage kaum gerecht“ werde, „da sie trotz solider Grundierung eher der Oberfläche verpflichtet“ sei, „ohne in die Tiefen der kabbalistischen Mystik vorzustoßen“. Er sei als „Familienfilm um einen liebevollen, in seiner Hilflosigkeit aber despotisch-selbstsüchtigen Vater, der das Wesentliche aus den Augen verliert, dennoch unterhaltsam“.

## Auszeichnungen
Flora Cross wurde im Jahr 2006 für den Broadcast Film Critics Association Award nominiert.

## Hintergründe
Der Film wurde in San Francisco, in Berkeley und in einigen anderen Orten in Kalifornien gedreht. Seine Produktionskosten betrugen schätzungsweise 14 Millionen US-Dollar. Die Weltpremiere fand am 3. September 2005 auf dem Telluride Film Festival statt, dem am 11. September 2005 das Toronto International Film Festival und später einige weitere Filmfestivals folgten. Der Film spielte in den Kinos weltweit ca. 4,4 Millionen US-Dollar ein, darunter ca. 1,2 Millionen US-Dollar in den ausgewählten Kinos der USA.